# راه طولانی شمال
Long Way North (فرانسوی: Tout en haut du monde‎ ' در بالاترین قسمت جهان ') یک فیلم انیمیشن فرانسوی و دانمارکی سال ۲۰۱۵ به کارگردانی رمی چای است. این فیلم در جشنواره بین‌المللی فیلم انیمیشن آنسی، که در آن جایزه ویژه تماشاگران را به دست آورد، به نمایش درآمده است.

## طرح
در سن پترزبورگ در قرن نوزدهم، دختر جوانی به نام ساشا به عنوان پدربزرگ محبوبش - یک کاشف مشهور به نام اولوکین - به یک مسافرت رفت و برای رسیدن به قطب شمال در هیئت مدیره Davaï، یخچال‌های مخصوص یک طراحی ساخته شده برای مقاومت در برابر شرایط سخت قطب شمال و پرداخت شده توسط تزار روسیه. پس از سال‌ها بدون کلمه از کشتی، تزار اعلام پاداش ۱ میلیون روبل برای اثبات محل استراحت نهایی از Davai ' به‌طور مؤثر اعلام رگ غرق با تمام دست.
ساشا که اکنون ۱۵ سال دارد و میزبان توپ اولین بازیکن خود است، به یک بال کتابخانه تازه ساخته احوالپرسی می‌کند تا برای دیدن پدربزرگش نامگذاری شود تا آثار هنری بسیاری را که برای او اهدا کرده بود مشاهده کند، اما در حالی که در آنجاست، او مکالمه ای را شنیده می‌کند که در آن شاهزاده تامسکی سیر می‌شود. دستاوردهای پدربزرگش تامسکی عدم موفقیت Oloukine به بازگشت به عنوان یک تحقیر سیاسی به تزار، که سرمایه‌گذاری زیادی در این سفر کرده بود، می‌داند و بنابراین تامسکی قصد دارد تا ببیند که نام Oloukine در ساختمان آراسته نیست. با حضور در توپ ساشا، او با صدای بلند عصبانی می‌شود که ساشا اظهار می‌دارد که یادداشت‌های پدربزرگش جزئیات اینکه چگونه مسیری متفاوت از مسیری را که مشاوران تزار فرض کرده‌اند، انجام می‌دهند و بعد از طوفان تومسکی از ساختمان، سایر میهمانان از او پیروی می‌کنند، مشتاق فاصله گرفتن از یکدیگر هستند. از خانواده منصب مقام سفیر رم به دلیل فریب تامسکی، پدر ساشا دختر خود را به دلیل سقوط خانواده از فیض سرزنش می‌کند.
ساشا از خانه فرار می‌کند و با آنچه می‌تواند به ساحل سفر کند، جایی که یک کشتی - Norge - را با یک قلاب تقویت شده قرار می‌گیرد، که نشان می‌دهد این بنا برای سفر به دریاهای یخی شمالی ساخته شده‌است که ساشا مایل است به آن برود. پس از مذاکره با عبور لارسون، یک مرد به دروغ ادعا می‌شود کاپیتان، نروژ، البته بدون آنکه او و او مجبور است برای برای بازگشت آن صبر کنید در حالی کار به عنوان یک dogsbody در یک میخانه. هنگامی که نورژ برمی گردد، ساشا از یادداشت‌های پدربزرگش برای متقاعد کردن کاپیتان واقعی - لوند - استفاده می‌کند که می‌تواند Davaï را پیدا کند، به این معنی که لوند و خدمه وی ممکن است مدعی پاداش ۱ میلیون روبل تزار شوند. لوند به افتخار واگذاری گذرگاه ساشا، ملزم است زیرا لارسون هم همسر و برادر اول خود است و هم لارسون قیمت گذرگاه ساشا را در طول سفر غیرمترقبه ای که تازه Norge و خدمه آن تازه برگشته اند قمار کرده‌است.
خدمه در ابتدا در طول دوره طولانی سفر به ساشا گرم می‌شوند، اما وقتی نورژ به دلیل عدم تجربه لارسون نابود می‌شود، خدمه به عنوان ساقه‌ها به سمت ساشا روی می‌آورند و شروع به مقصر شدن او می‌کنند. روزها در سفر به ظاهر بیهوده خود در میان قطب شمال قطب شمال، ساشا این گروه را به یک کولاک خشمگین فرار می‌کند، جایی که او توسط یک چاقی پیدا می‌شود که دوستش در کشتی است اما به جای اینکه او را به سمت خدمه سوق دهد، سگ او را به سمت یخ زده سوق می‌دهد. جسد Oloukine. پس از بازیابی دفترچه یادداشت، جسد با تجزیه یخچال یخ منتقل می‌شود. ساشا سفرنامه را می‌خواند و سفر Oloukine را به همان اندازه که ساشا انجام داده‌است، کشف می‌کند، و مردانش او را به دلیل تلاش وسواسی او برای رسیدن به قطب شمال، او را در یخ زده یخ زده Davaï رها کردند. برای رسیدن به قطب شمال، اما از گرسنگی ضعیف، در برف نشسته بود تا بهتر از زیبایی خشن محیط اطرافش قدردانی کند، جایی که او دو سال بعد توسط ساشا یافت می‌شود. ساشا برای پیدا کردن Davaï از مختصات موجود در دفترچه استفاده می‌کند و خدمه از دینامیکی که با خود آورده‌اند استفاده می‌کنند تا کشتی را منفجر کنند و آن را به دریا بازگرداند. با کاوش در کشتی، ساشا کابین پدربزرگش را پیدا می‌کند، که در آن تصویری از او به عنوان کودک روی میز خود استراحت می‌کند، که در جای خود منجمد شده‌است.
عنوان رول‌های اعتباری، مونتاژ تصاویر هنوز هم بازی کردن: بازگشت از Davai ' به سنت پترزبورگ، تحقیر Tomsky به عنوان ساشا ثابت شده‌است درست است، و مراسم ساشا با پدرش. صحنه ای پس از اعتبار نیز نمایش داده می‌شود، که در آن پرچمی که توسط Oloukine در قطب شمال کاشته شده‌است توسط باد قطب شمال دمیده می‌شود.

## شخصیت‌ها
| شخصیت        | فرانسوی         | انگلیسی            |
| ------------ | --------------- | ------------------ |
| ساشا         | کریستا ترت      | کلوئه دون          |
| اولوکین      | فئودور آتکین    | جفری گرین هیل      |
| گرفتن        | توماس ساگلز     | تام پرکینز         |
| لارسون       | رمی کایلبوت     | آنتونی هیکلینگ     |
| نادیا        | آدری سابله      | کلر هریسون-بولت    |
| تامسکی       | فابین بریچ      | تام مورتون         |
| پدر          | رمی بیچت        | مارتین واژان لوئیس |
| مادر         | جولیین دژن      | بی بی یعقوب        |
| مالونی       | برونو مگنز      | لسلی کلک           |
| لوند         | Loïc Houdré     | پیتر هادسون        |
| مونسون       | سیریل مونگ      | تام مورتون         |
| فرانسوی      | استیفن پوپلارد  | مارتین واژان لوئیس |
| اولگا        | دلفین بریلو     | ویوین ورمس         |
| صدر اعظم     | گابریل لو دوز   | لسلی کلک           |
| گالوی        | بوریس Rehlinger | دامیان کورکروان    |
| نیروی دریایی | مارک برتوننی    | مارتین واژان لوئیس |

## تاریخ انتشار
راه طولانی شمال به صورت تئاتری در ایالات متحده توسط Shout!Factory در تاریخ ۳۰ سپتامبر ۲۰۱۶ پخش شد، و در تاریخ ۱۷ ژانویه ۲۰۱۷ نسخه‌های DVD و Bluray آن منتشر شد.

## جوایز
| لیست جوایز و نامزدها                | لیست جوایز و نامزدها | لیست جوایز و نامزدها                                | لیست جوایز و نامزدها | لیست جوایز و نامزدها | لیست جوایز و نامزدها |
| جایزه                               | تاریخ                | دسته بندی                                           | گیرنده(ها)           | نتیجه                | Ref(ها)              |
| ----------------------------------- | -------------------- | --------------------------------------------------- | -------------------- | -------------------- | -------------------- |
| جوایز آنی                           | ۴ فوریه ۲۰۱۷         | بهترین ویژگی متحرک - مستقل                          | راه طولانی شمال      | نامزدشده             | [ ۶ ]                |
| انجمن منتقدان فیلم سن دیگو          | ۱۲ دسامبر ۲۰۱۶       | بهترین فیلم انیمیشن                                 | راه طولانی شمال      | نامزدشده             | [ ۷ ] [ ۸ ]          |
| جشنواره جایزه انیمه توکیو           | ۲۰۱۶                 | جایزه بزرگ                                          | راه طولانی شمال      | برنده                | [ ۹ ]                |
| جشنواره فیلم فرانسه COLCOA          | ۲۰۱۶                 | جایزه به زودی                                       | راه طولانی شمال      | برنده                | [ ۱۰ ]               |
| جشنواره بین‌المللی فیلم کودک شیکاگو  | ۲۰۱۶                 | جایزه هیئت داوران کودکان - فیلم برجسته انیمیشن      | راه طولانی شمال      | برنده                | [ ۱۱ ]               |
| جشنواره بین‌المللی فیلم کودک شیکاگو  | ۲۰۱۶                 | جایزه دوم هیئت داوران بزرگسالان - فیلم ویژه انیمیشن | راه طولانی شمال      | برنده                |                      |
| جشنواره بین‌المللی فیلم انیمیشن آنسی | ۲۰۱۵                 | جایزه مخاطبان                                       | راه طولانی شمال      | برنده                | [ ۱۲ ]               |